# لورا کارمین
لورا کارمین (متولد لورا ایلیانا کارمین میراندا؛ ۲ آوریل ۱۹۸۳) یک بازیگر پورتوریکویی ساکن مکزیک است. کارمین در سن خوان، پورتوریکو به دنیا آمد، اما در کودکی با خانواده اش به مکزیک نقل مکان کرد. او با هتروکرومی ایریدوم متولد شد.
در سال ۲۰۱۶، کارمین با آدریانو زندژاس، که ۱۳ سال از او کوچکتر است، رابطه داشت. بعداً بعد از ده ماه از هم جدا شدند.

## فیلم‌شناسی
| سال     | عنوان                    | نقش                                       | یادداشت                 | Ref.        |
| ------- | ------------------------ | ----------------------------------------- | ----------------------- | ----------- |
| ۲۰۱۱    | نی کنتیگو نی سین تی      | نیکول لورنتی تینوکو                       | نقش اصلی                |             |
| ۲۰۱۲    | پور الا سویا ایوا        | کامیلا دو فیربنکس                         | نقش مهمان               |             |
| ۲۰۱۲    | آمور براویو              | Ximena دیاز سانتوس                        | نقش مکمل                |             |
| ۲۰۱۲    | شما کی هستید؟            | ناتالیا گاریدو و ورونیکا گاریدو د اسکویول | نقش اصلی                |             |
| ۲۰۱۳    | نووا ویدا                | لیندا                                     | "لیندا" (فصل ۱، قسمت ۳) | [ ۴ ]       |
| ۲۰۱۳    | طوفان                    | استرسیتا سالازار ماتا                     | نقش اصلی                |             |
| ۲۰۱۴    | که دوستت دارم دوستت دارم | سیمونا وردوزکو                            | نقش تکرار شونده         |             |
| ۲۰۱۵    | آزول ویولتا              | آزول                                      | نقش اصلی                |             |
| ۲۰۱۵    | که ترکم نمی‌کنی           | نوریا مورات اروتیا                        | نقش اصلی                | [ ۵ ]       |
| ۲۰۱۶    | وینو ال آمور             | لیزا پالاسیوس د روبلز                     | نقش مهمان               | [ ۶ ]       |
| ۲۰۱۷    | نفرین من شایان ستایش     | مونیکا «مونیک» سولانا پیندا               | نقش اصلی                |             |
| ۲۰۱۸    | پور عمار سین لی          | برنیس اورتیز د آرگودی                     | نقش مهمان (فصل ۱)       |             |
| ۲۰۱۹–۲۰ | پزشکان، خط زندگی         | دکتر پائولینا سرانو بریسنو                | نقش مهمان               |             |
| ۲۰۲۱    | لا دسالمادا              | آنجلا هینوجوسا                            | نقش اصلی                | [ ۷ ] [ ۸ ] |
| ۲۰۲۲    | غلبه بر غیبت             | لنار رامیرز                               | نقش مکمل                |             |